# Mischspannung
Wird einer Gleichspannung, die von null verschiedenen ist, eine Wechselspannung überlagert, z. B. durch Reihenschaltung zweier entsprechender Quellen, so entsteht eine Mischspannung. Auch beispielsweise durch das pulsierende Ein- und Ausschalten einer Gleichspannung oder durch das Gleichrichten einer Wechselspannung entstehen Mischspannungen; denn es entstehen Spannungen, die sowohl einen Wechselanteil als auch einen Gleichanteil ungleich null enthalten.
Die Bezeichnung als "Gleichspannung" bleibt in vielen Anwendungen auch bei Mischspannungen erhalten, wenn der Wechselspannungsanteil so gering ist, dass er für den Verwendungszweck ohne Bedeutung ist, und wenn insbesondere keine Vorzeichenwechsel auftreten.
Bei einer Messung mit einem Oszilloskop bleibt die Kurvenform der Mischspannung erhalten unabhängig davon, ob man im AC- oder DC-Messbereich arbeitet, während die Kurvenhöhe bei AC/DC-Messbereichsumschaltung springt. Das ist ein messtechnisch einfaches Unterscheidungsmerkmal zu Wechselspannung, bei der die Darstellung unabhängig von AC- oder DC-Messbereich unverändert erhalten bleibt. Das gilt zumindest bei einer Frequenz oberhalb etwa 10 Hz, entsprechend  der Zeitkonstante des Eingangsfilters des AC-Bereichs üblicher Oszilloskope.
Bei der Messung mit einem anzeigenden Spannungsmessgerät ist zu beachten, ob es im Gleichspannungsbereich mittelwert- oder effektivwertbildend arbeitet. Im Wechselbereich ist zu beachten, ob es gleichrichtwert- oder effektivwertbildend arbeitet, ferner ob es die gesamte Mischspannung erfasst oder nur ihren Wechselanteil.
Bei einer Mischspannung ohne Vorzeichenwechsel sind ihr Mittelwert und ihr Gleichrichtwert gleich groß oder allenfalls im Vorzeichen verschieden; bei einer Mischspannung mit Vorzeichenwechsel ist der Gleichrichtwert ohne Informationsgehalt. Ohne Einschränkung ist ihr Effektivwert größer als ihr Mittelwert.
Weitere Einzelheiten sind unter Mischstrom zu finden.